# Banco de Londres y América del Sur (edificio)
La casa central del extinto Banco de Londres y América del Sur es uno de los mejores ejemplos de la gran capacidad arquitectónica en la arquitectura argentina. Actualmente es la casa matriz del Banco Hipotecario
Fue construida en la década de 1960, originalmente para el Banco de Londres y América del Sur. En la década de 1990 pasó a manos del Lloyds Bank y actualmente es sede del Banco Hipotecario S. A..
Se encuentra en la céntrica esquina de las calles Reconquista y Bartolomé Mitre, en plena city del barrio de San Nicolás, en la ciudad de Buenos Aires, Argentina.

## Introducción
En 1959 se llamó a un concurso por invitación para el proyecto de la Casa Central del Banco de Londres y América del Sur. El terreno era una esquina ubicada en el microcentro de Buenos Aires, donde se concentra la actividad financiera. 
El proyecto ganador resultó el presentado por el Estudio SEPRA, sociedad integrada por los arquitectos: Santiago Sánchez Elía, Federico Peralta Ramos y Alfredo Agostini asociado con el equipo de Clorindo Testa como dibujante.
Este proyecto, por su planteo arquitectónico urbanístico es una de las manifestaciones más originales, audaces y trascendentes de la arquitectura internacional de los años 60.

### Situación
Sobre una esquina del microcentro porteño, emerge una inmensa estructura rectangular de hormigón armado.

## Construcción
Los mecanismos innovadores en la obra fueron varios. En primer lugar, el planteo de integración del edificio al paisaje urbano como un espacio de continuidad y no de clausura, marcaba ya una ruptura con las posiciones tradicionales.
El banco está ubicado entre dos calles muy estrechas: Reconquista y Bartolomé Mitre, de unos 10 m de ancho cada una. El proyecto se pensó aprovechando este ángulo delimitado por los edificios vecinos. La idea principal era que la ciudad penetrase dentro del banco, sin que hubiese ninguna división entre espacio interno y externo, ampliando la angostura de las calles. Según sus autores, el Banco de Londres no debía funcionar como un edificio convencional, sino más bien como una plaza cubierta.

### Espacios
El edificio del Banco de Londres se desarrolla en tres subsuelos y seis niveles superiores.
El acceso principal sobre la esquina, que conforma el espacio de transición, está enfatizado por otra pantalla de hormigón suspendida, que limita el espacio y las visuales desde el interior. 
Dentro del banco, seis niveles fragmentan el espacio único del hall central, elemento fundamental de las instituciones bancarias tradicionales. Estos niveles están suspendidos del techo principal por tensores de acero, lo que posibilita la libertad espacial de la obra. 

### Estructura
Toda la estructura funciona en un espacio único. Este esquema se encuentra comprendido y delimitado por tres elementos fundamentales: el bloque del techo y dos muros medianeros. El volumen se completa a través del sistema utilizado en sus dos fachadas, es decir, una columna perimetral. La cubierta está sostenida en parte por esta columnata, que cumple además la función de pantalla protectora del interior contra los reflejos del sol.

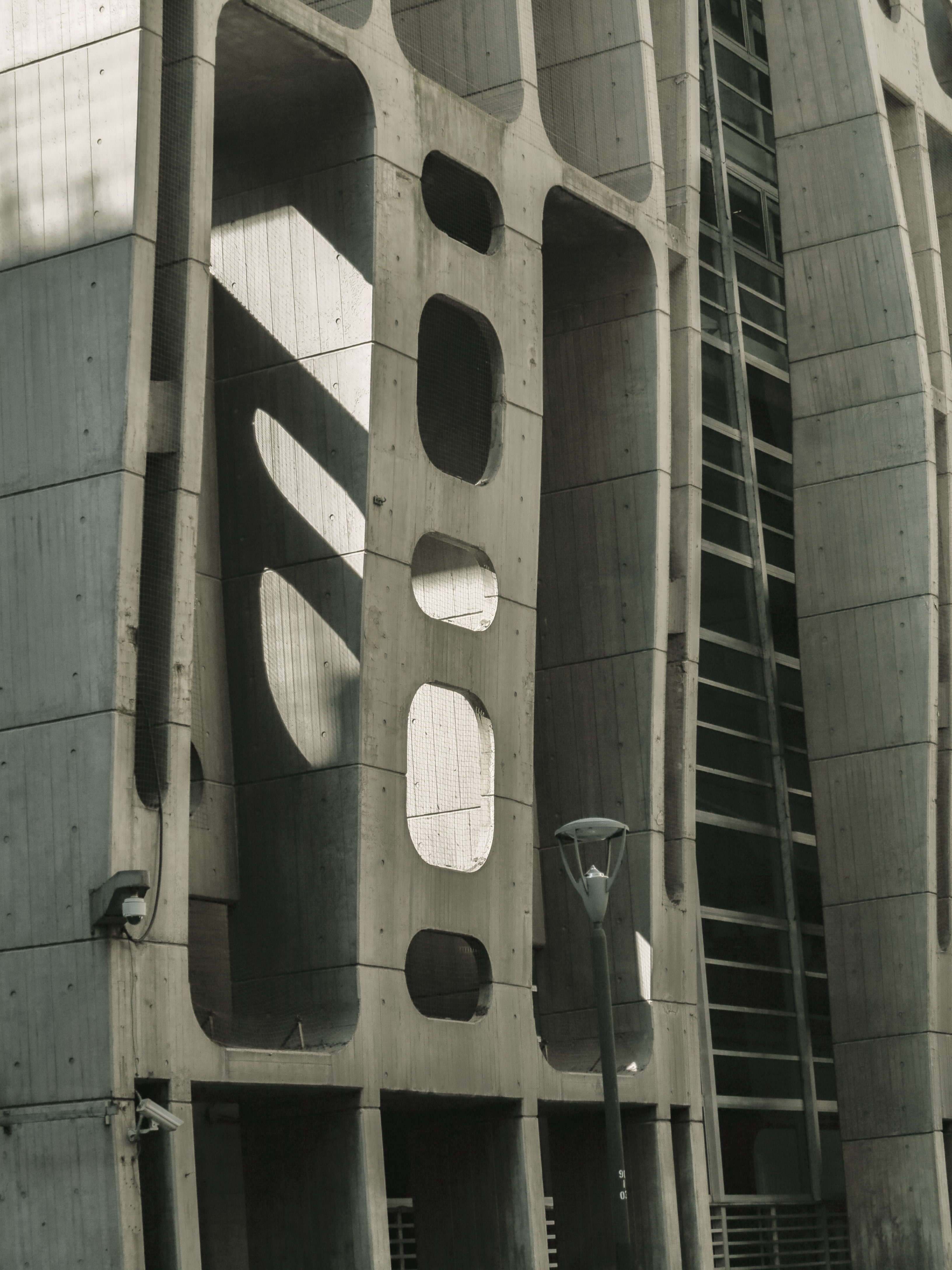
Estructura exterior del Banco Hipotecario S.A. (ex Banco de Londres) en el año 2017.

### Materiales
El tratamiento especial del hormigón armado, modelado de manera escultórica, con sus encofrados tratados en curvas, dentados y perforados siguiendo motivos geométricos, refuerza el carácter innovador de la obra.

## El Brutalismo
El llamado brutalismo arquitectónico fue una tendencia de origen europeo que tuvo un importante desarrollo en Argentina entre las décadas de 1950 y 1960. Se caracterizó por realizar una lectura crítica de las convenciones y clichés vigentes, enfatizando la búsqueda de una dimensión poética en la arquitectura a través del uso de la luz, los grandes espacios y una aplicación particular de los materiales. La obra brutalista se proponía exhibir las huellas del proceso de construcción como una nueva noción ornamental, poniendo en evidencia el lenguaje constructivo del hormigón armado, el ladrillo visto, el vidrio y el hierro.
La estructura portante de la obra tenía un papel expresivo fundamental, despojándola de toda voluntad académica de representación. Este efecto se alcanzaba liberando las plantas, colgando entrepisos o enfatizando las vigas de borde para generar líneas horizontales dominantes en grandes espacios austeros. También se les daba tratamiento escultórico a columnas, pórticos y escaleras, posibilitando dobles y hasta triples alturas.

### Creadores
En Argentina, el brutalismo reconoce tres fuentes diferentes. En primer lugar, el legado del arquitecto franco-suizo Le Corbusier, puesto en evidencia en obras como el Pabellón Suizo de la Ciudad Universitaria de París (1930) y la Unidad Habitacional de Marsella (1945). El nuevo brutalismo inglés concebido en torno a las ideas de Alison y Peter Smithson, el crítico Reyner Banham, el fotógrafo Nigel Henderson y el artista plástico Eduardo Paolozzi. Sus obras emblemáticas fueron la Escuela de Hunstanton (1949-1954) y el Economist Building de Londres (1967), un edificio que reunía oficinas, viviendas y un banco. Por último y en menor medida, otro antecedente del brutalismo en Argentina lo constituye el formalismo norteamericano, con las obras de Eero Saarinen. 

### En la Argentina
El brutalismo tuvo una gran influencia dentro de la arquitectura institucional y ganó espacios a través de los llamados a concurso. El uso de la perspectiva brutalista en edificios gubernamentales se afirmó como una opción proyectual, que luego fue adoptada en edificios destinados a convertirse en colegios, universidades, hospitales y sedes bancarias. Su esplendor fue en el inicio de los años 60 y sus manifestaciones más importantes son el Banco de Londres (hoy Banco Hipotecario) hecho por SEPRA (Estudio Sanchez Elía, Peralta Ramos y Agostini) y el edificio de la Biblioteca Nacional hecho por Clorindo Testa.

## Ampliación
A fines de 2011, el arquitecto Testa develó en una entrevista que el Banco Hipotecario (actual ocupante del edificio) lo había contactado para proyectar una ampliación de su obra sobre la calle Bartolomé Mitre. Adquirido un edificio vecino diseñado para el Banco de Córdoba por Miguel Ángel Roca en 1972, el Hipotecario tiene la posibilidad de expandirse sumando un terreno con poco frente pero mucha profundidad, y no dudó en contactar a Clorindo Testa, para que esté a cargo del proyecto a sus 87 años.
En el diálogo con una publicación de arquitectura argentina, el arquitecto aseguró que el proyecto está avanzado y que si bien respetará su obra original, no será una mera imitación sino que tendrá un estilo contemporáneo; y que su intención es conectar la ampliación con el edificio existente a través de pasarelas metálicas, con gran conexión visual gracias a una raja vertical sobre la medianera.

## Imágenes

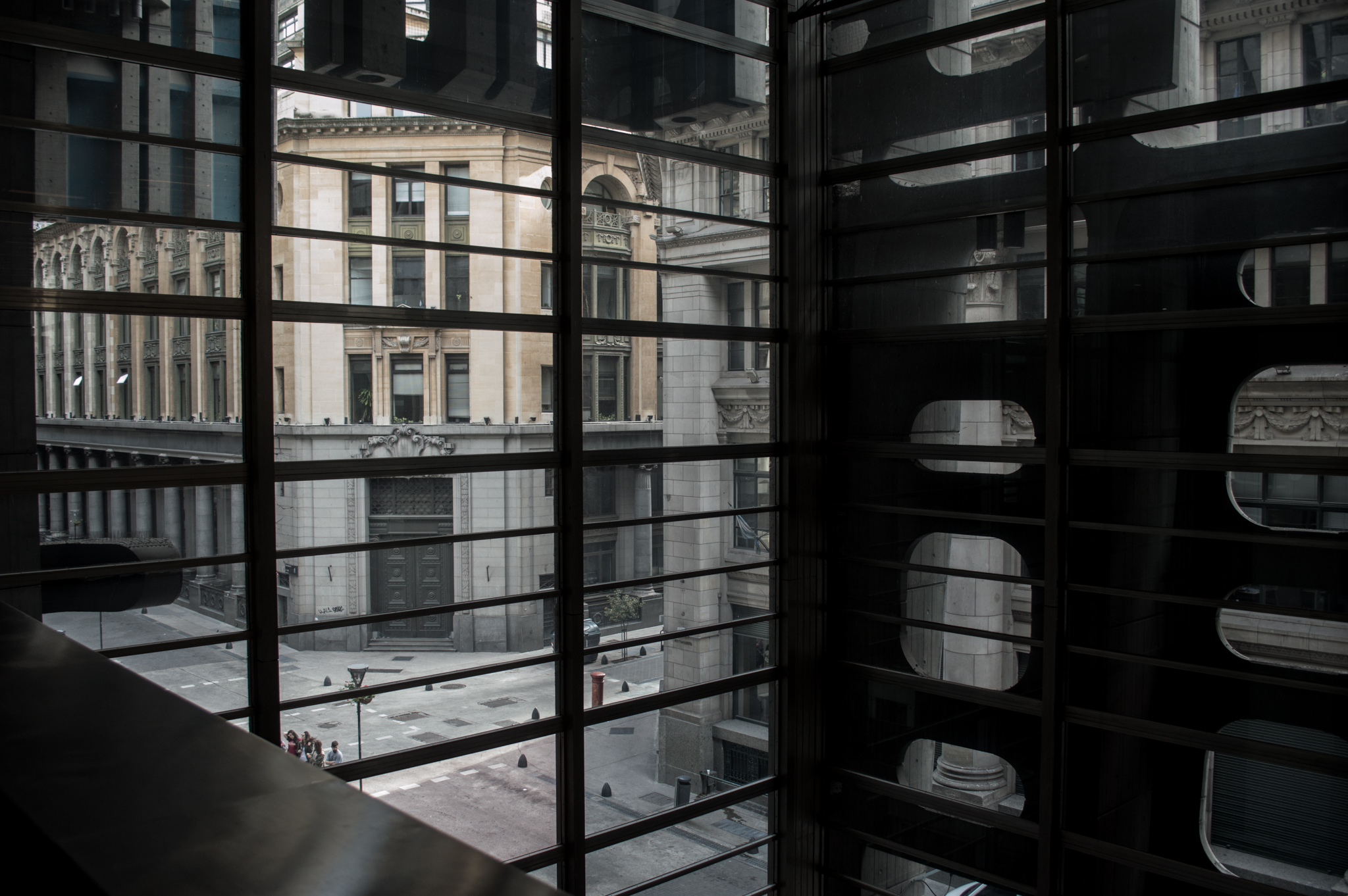
Edificio: Banco hipotecario, Ex banco de londres

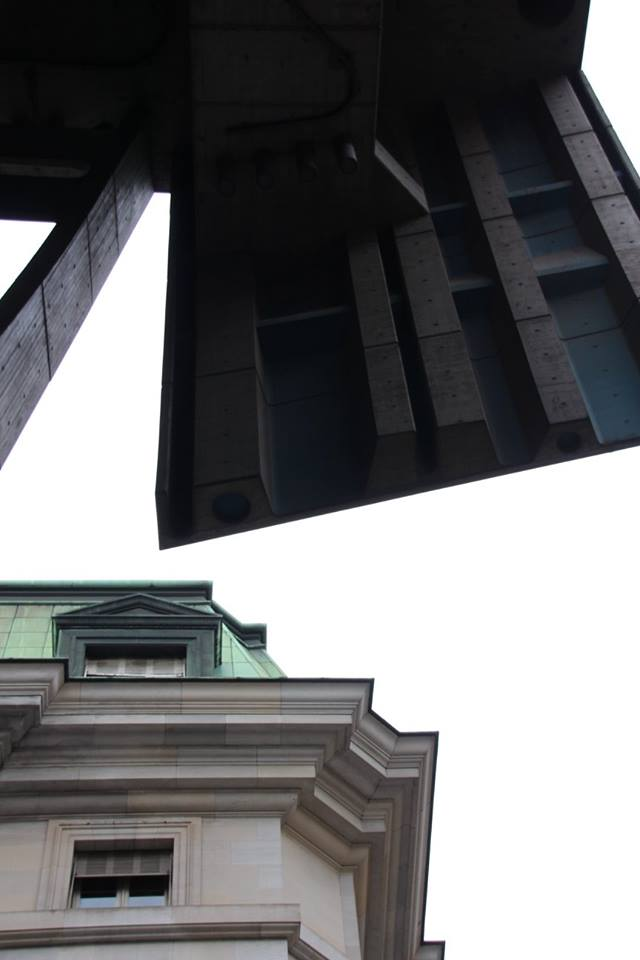
Contorno
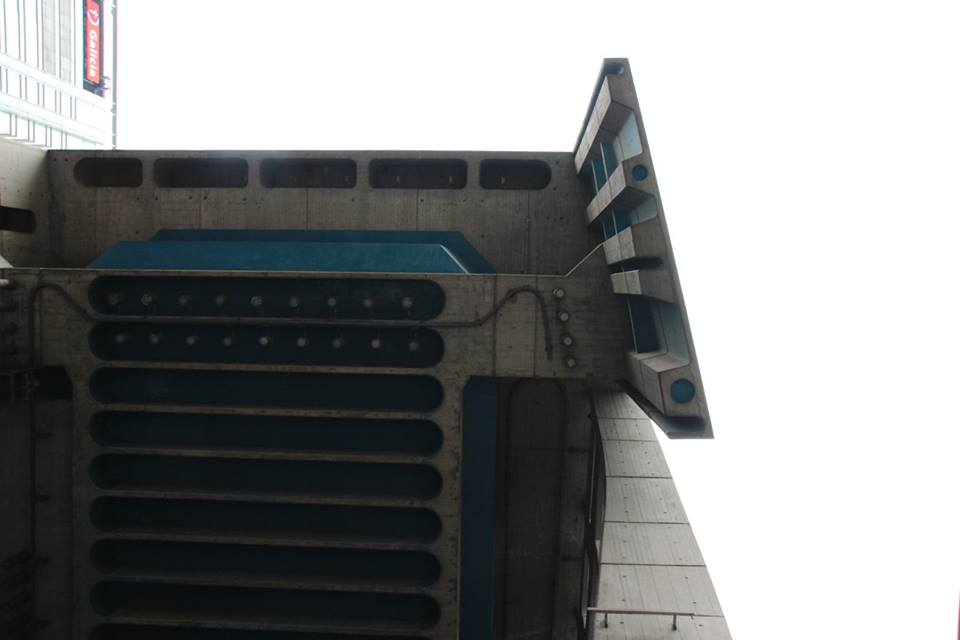
Detalle de instalaciones por techo
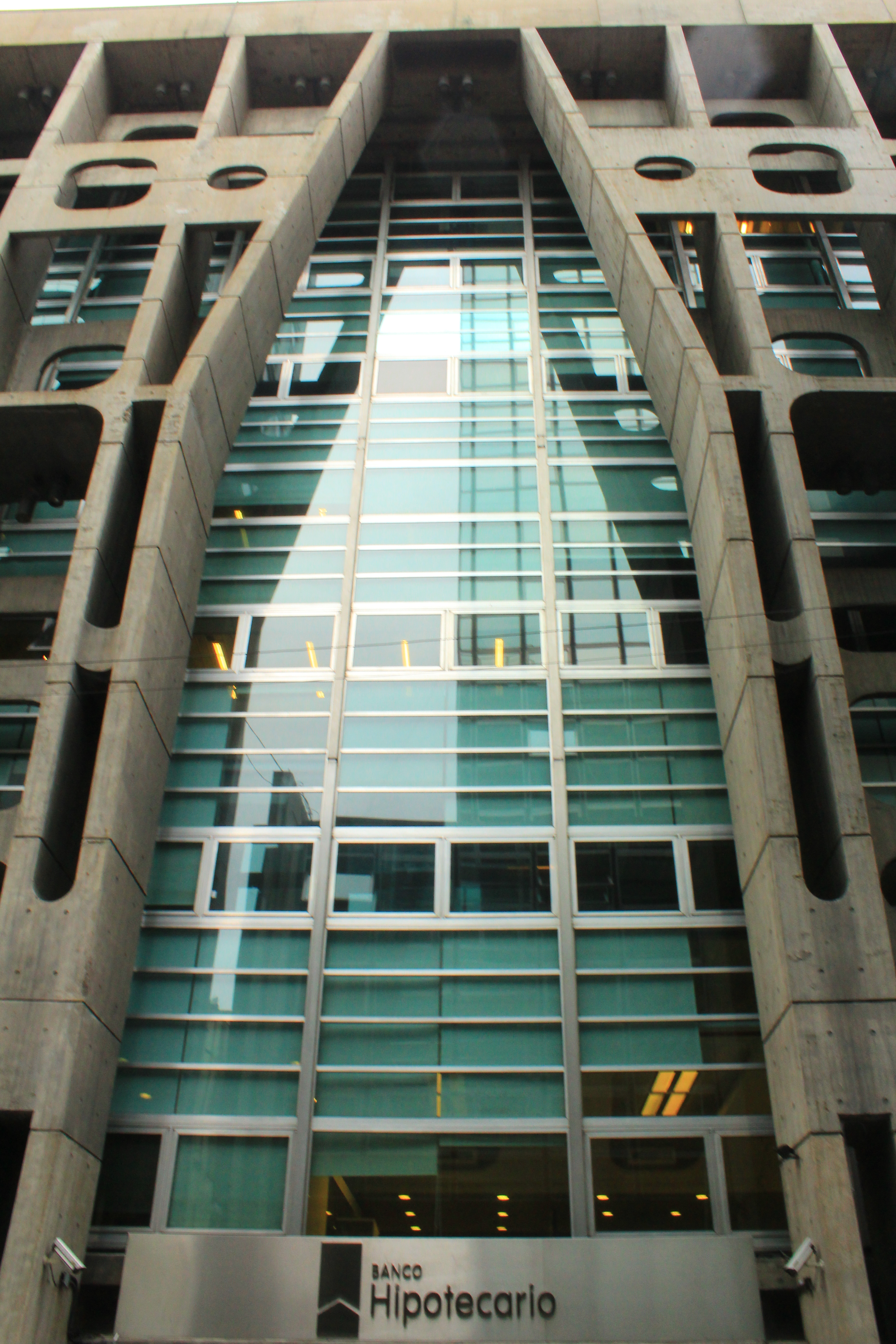
Las grandes columnas de hormigón armado fueron caladas expresivamente
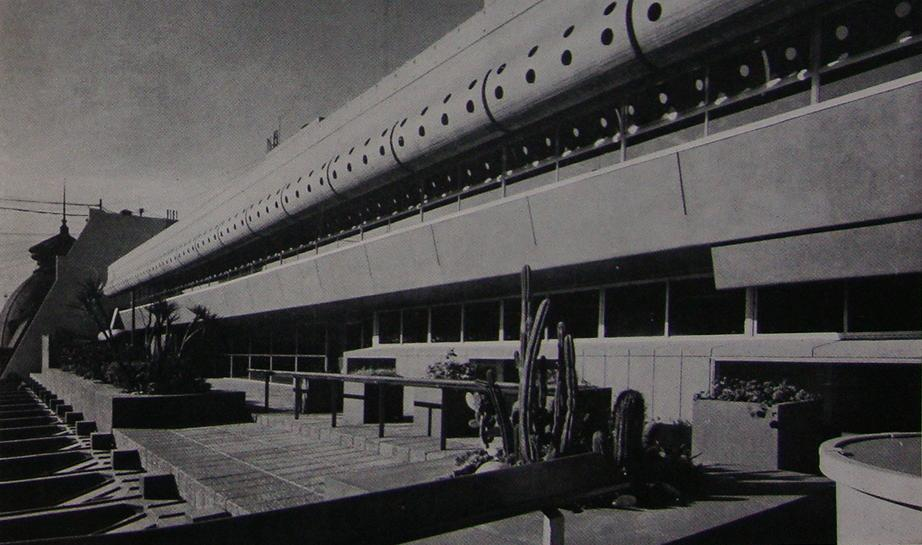
Terraza del comedor de empleados
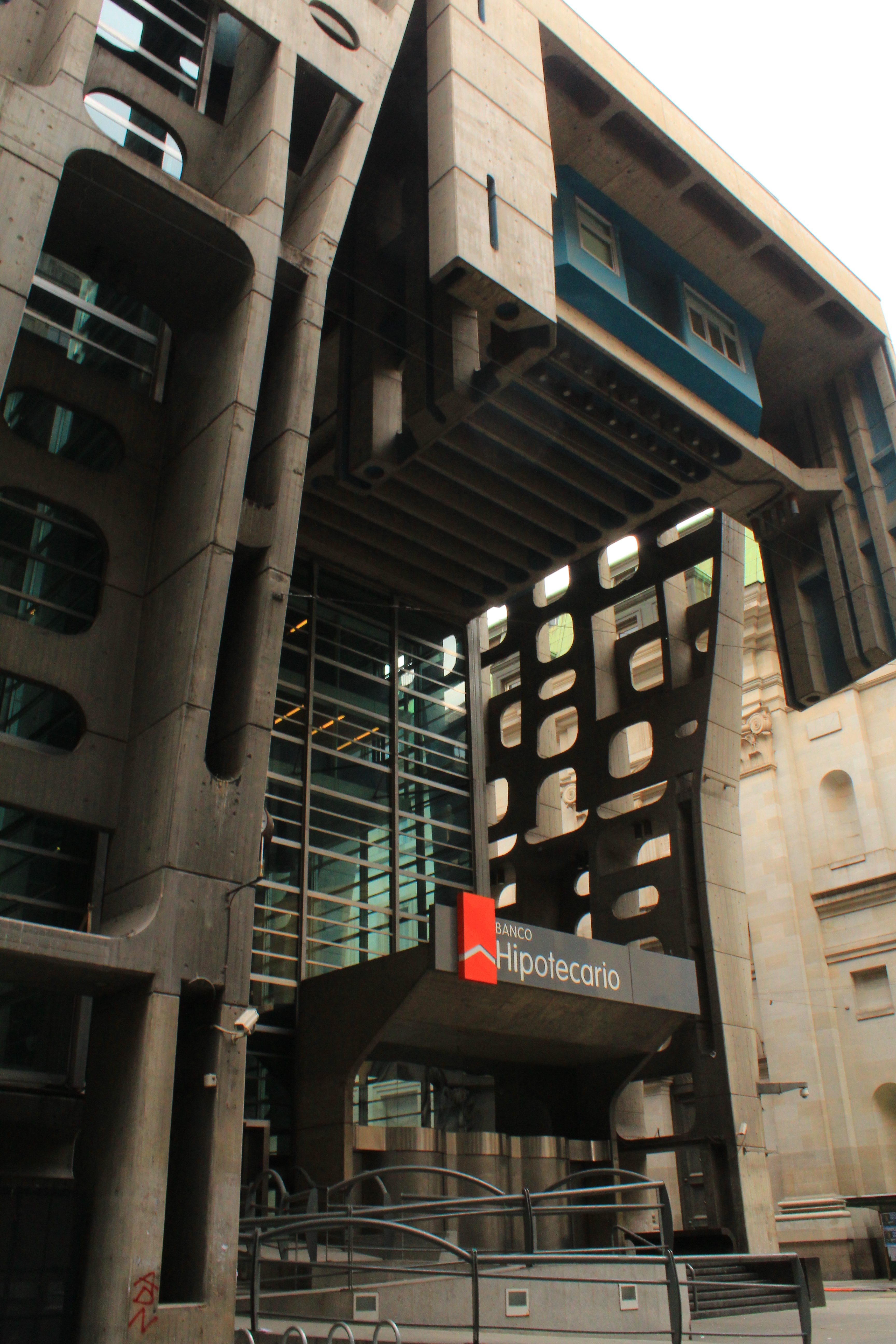
El hall de entrada amplía una esquina muy cerrada
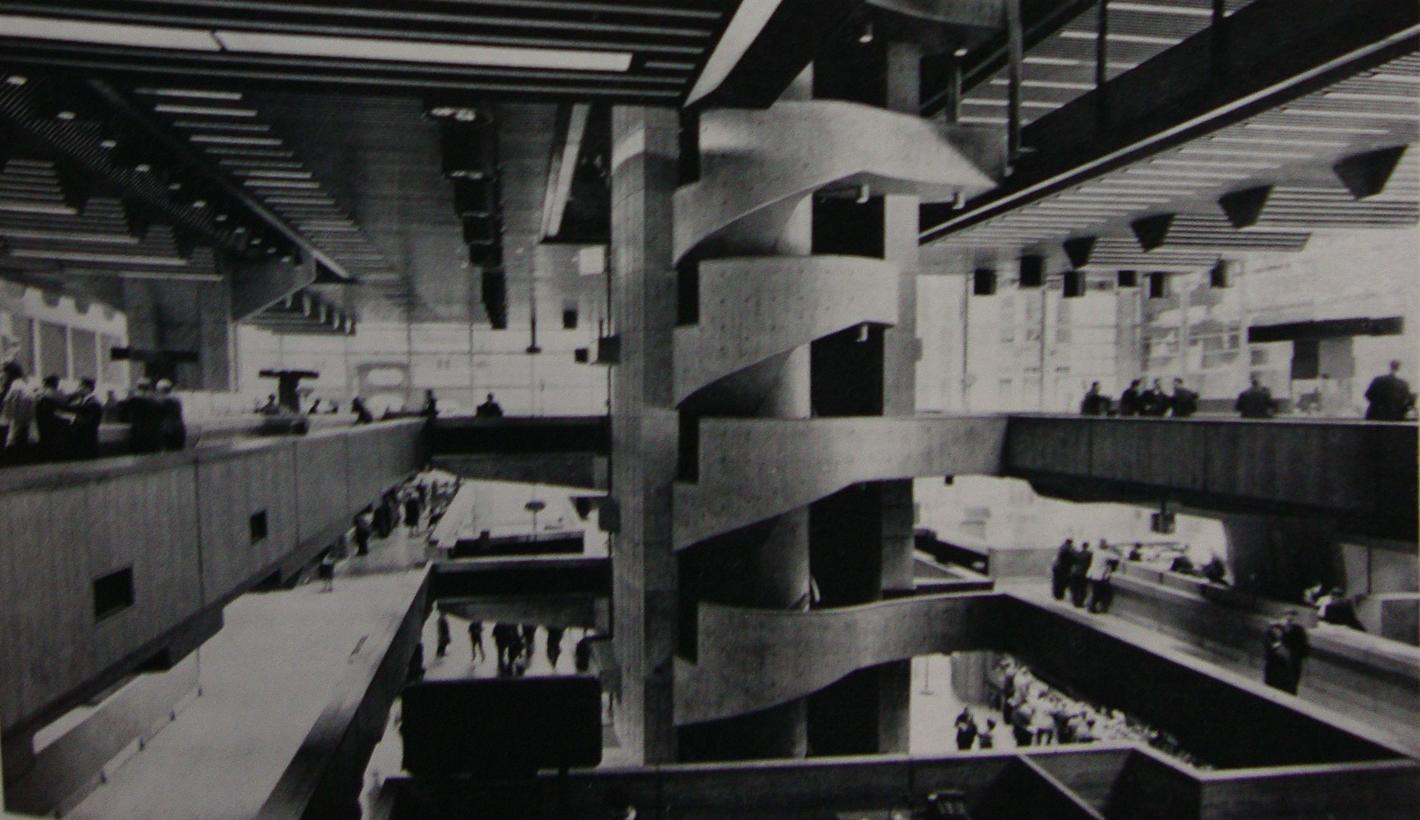
La columna-escalera funciona como eje central del edificio
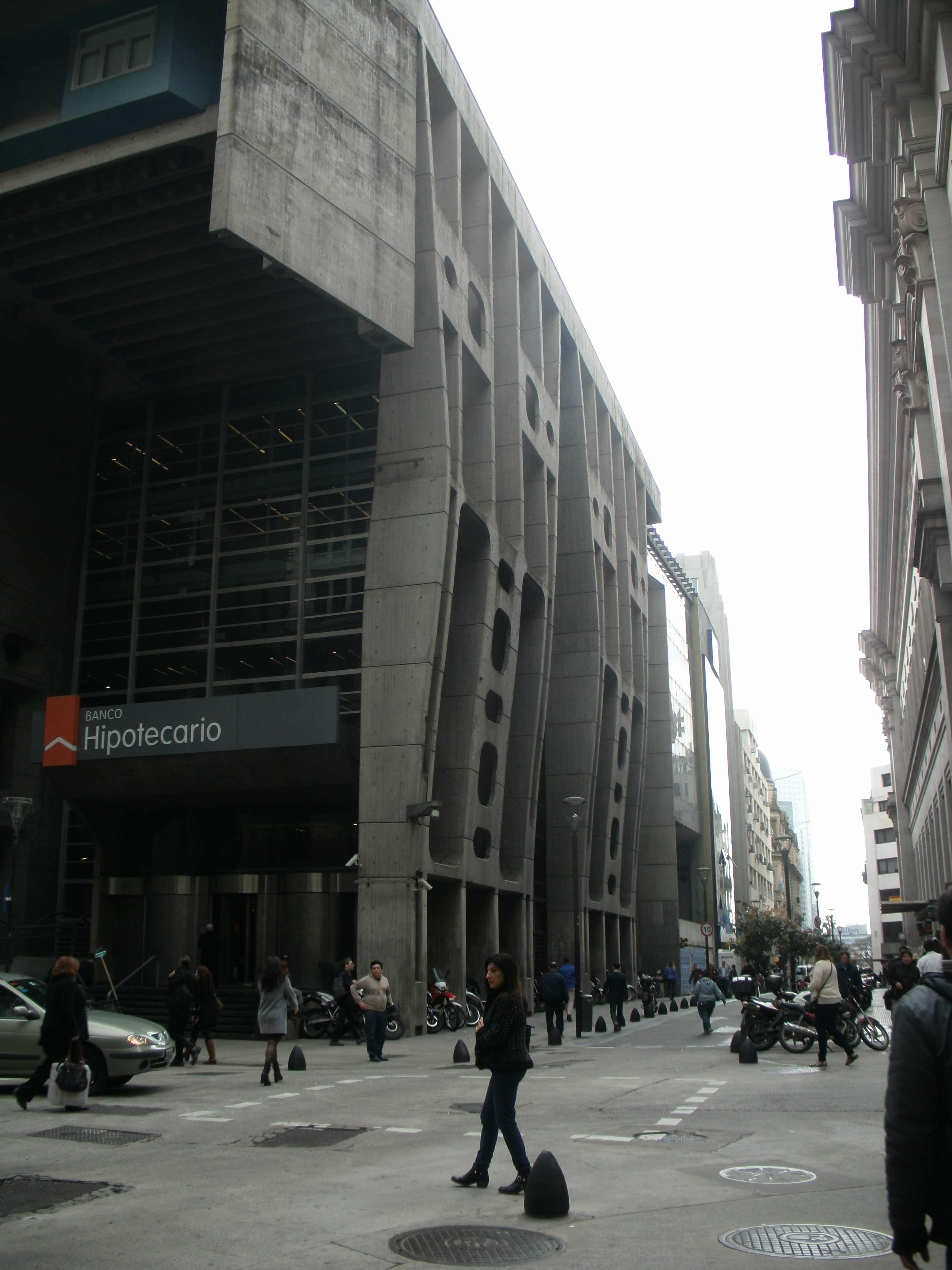
Banco de Londres
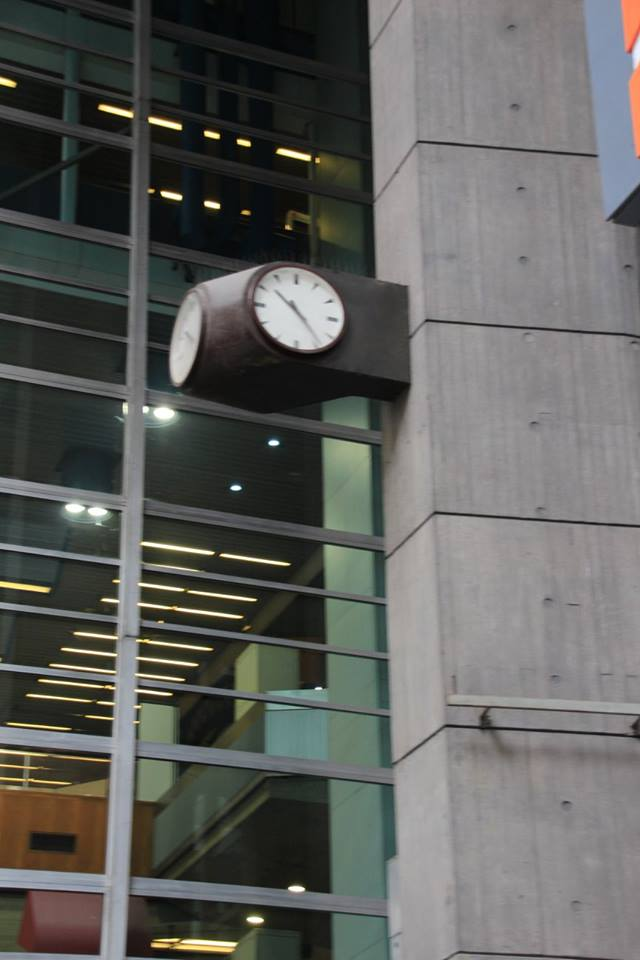
Reloj en la entrada
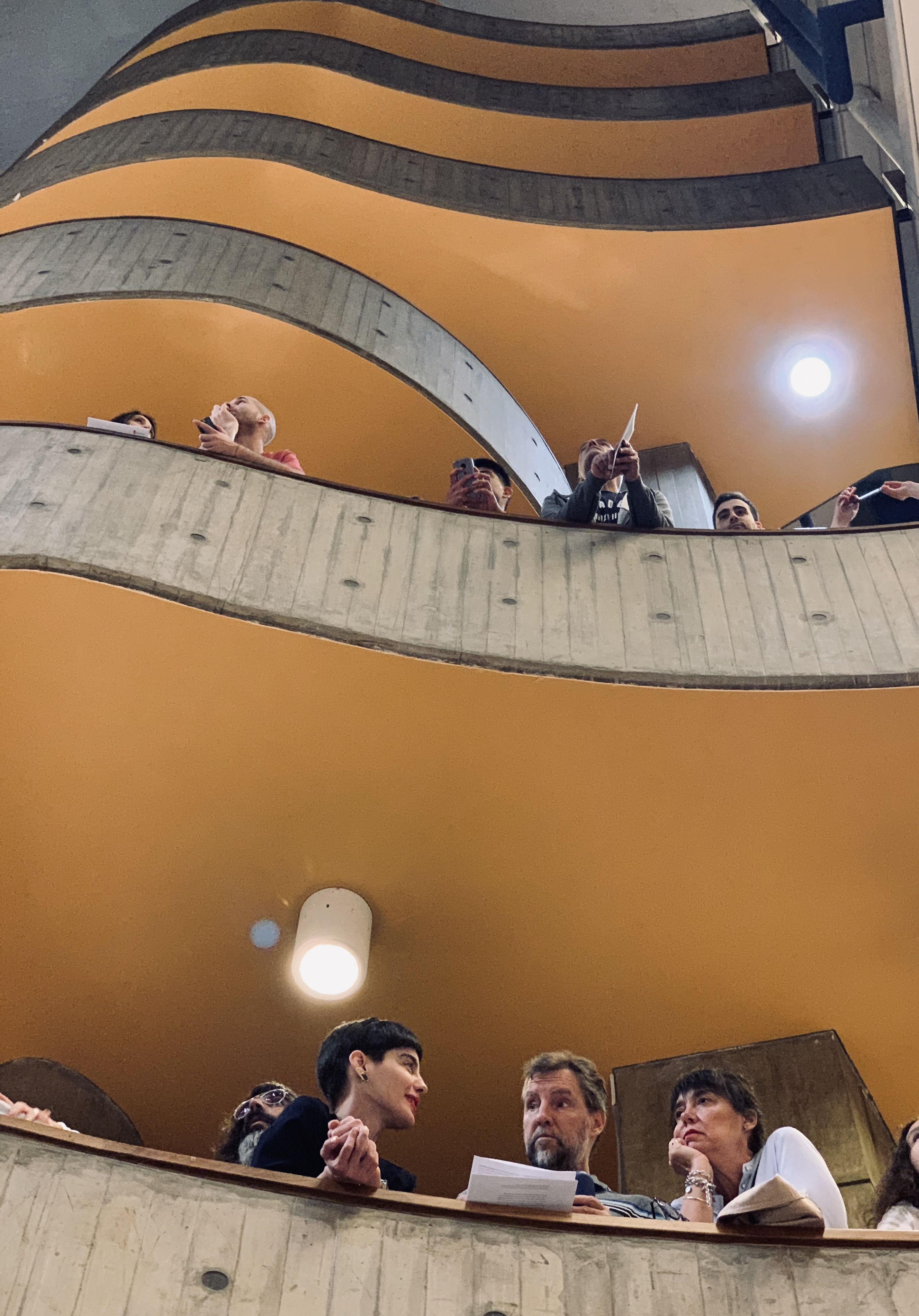
Vista de escalera central a color